# 宮崎定範
宮崎 定範（みやざき さだのり、生年不明 - 承久3年（1221年））は、鎌倉時代の越中国の武将。越中宮崎城主。諱は「時政」とも「親成」とも伝わるものの、鎌倉幕府の公式記録とも言うべき『吾妻鏡』では「定範」とされている。後鳥羽天皇の朝に出仕して左衛門尉に任ぜられ、承久3年の承久の乱においては北陸道の守備に当った。

## 人物と事跡
藤原北家利仁流斎藤氏の庶流で『平家物語』長門本に「越中国の住人」として登場する宮崎太郎の嫡孫とする説もあるものの、富山県朝日町が昭和59年（1984年）に編纂した『朝日町誌 歴史編』では別流としており、定かではない（詳しくは「宮崎太郎#系譜をめぐる異説」参照）。『吾妻鏡』『承久記』『鎌倉北条九代記』などによれば、承久の乱において北陸道を攻め上る北条朝時率いる幕府軍を越後と越中の国境である蒲原で迎え撃ち、破られた後は後鳥羽上皇に西面武士として仕えた仁科盛遠らとともに越中と加賀の国境である礪波山で戦った。
六月八日のくれほどに、はんにやのにつき給ふ。こゝにかゞとゑつ中との堺にとなみ山といふ山あり。ふもとにくろさか・しほとて二のみちあり。この所に京がたよりぐんぜいをむけられたり。となみ山をばにしなの二郎もりとを・みやざきさゑもんさだのり二千きにてかためたり。しほにはかすやさゑもんあり久・いわうさゑもん・かゞのとがし・井上・つばた・ゑつ中ののじり・河上・いしぐろのものどもをあひしたがへてかためゐたり。しきぶのぜう、まだあけがたの事なるに、うんかのせいをもてをしよせ、時をどつとつくりければ、じやうのうちよりも出合、さん／＼にたゝかひけるが、かたきうんかのせいをもて入かえ／＼せめければ、つゐにせめおとされて、ちり／＼におちて行。—作者未詳、『承久軍ものがたり』巻第三
また、北条義時の承久3年6月6日付け御教書には宮崎定範の名前が朝廷軍側の将官の筆頭として記されている。
ほくろくたうのてにむかひたるよしきこえ候ハ、みやさきのさゑもん、にしなの二郎、かすやのありいしさゑもん、くわさのゐんのとうさゑもん、又しなのけんし一人候ときゝ候、いかにもして一人ももらさすうたるへく候也—『市河家文書』
その生死については『承久記』などにも記されていないものの、『富山県大百科事典』では承久3年を没年としており、『宮崎定範事歴』でも「此戦に定範血戦奮闘し数創を蒙り身を忠義の血潮に染めて、仁科盛遠と共に名誉の戦死を遂げ礪波山の露と散り果てたり」としている。
大正6年（1917年）、大正天皇の陸軍特別大演習統裁のための滋賀県下への行幸を機とし、特旨を以て正五位を追贈された。『贈位諸賢伝』に曰く「定範更に盛遠と礪波山を守りて之を拒ぎ軍利あらずして散る、後其終る所を知らずと云ふ」。

## 定範の「忠勤」と朝時の「遅参」
幕府軍と朝廷軍が礪波山で激突したのは6月9日。そして『承久軍物語』等の記載を踏まえるならば、戦いは幕府軍の圧勝に終わったように見える。しかし、北陸道軍が入京を果たしたのは、『承久記』慈光寺本では6月17日、『百練抄』では20日、『武家年代記』では24日。文献によって相当に幅があるものの、礪波山の戦いからは8日〜15日後ということになる。一方、幕府軍本隊である東海道軍が入京を果たしたのは6月15日。豪雨による増水もあって宇治川の渡河に手こずり、多大な犠牲者を出しながらようやく敵前渡河に成功したのが14日。そして同日夜には京へなだれ込んだという流れ。こうなると、北陸道軍の入京は『承久記』慈光寺本の6月17日という説を採ったとしても戦いには遅れたということになる。これを踏まえ『宮崎定範事歴』ではこんなことを書いている。
朝時が、事穏になりて漸く北陸道を経て京都に入りしは、定範の忠勤に胚胎す。大敵を恐れず殊死して奮闘せし至忠の精神其気魄、実に後世忠臣の鑑にして、英雄骨朽ちて遺烈赫々天下をして欣仰せしむ。—「第四 礪波山の奮闘」
宮崎定範ら朝廷軍側の必死の抵抗のために北条朝時の入京が遅れたという見方。あたかも関ヶ原の戦いにおける徳川秀忠の「遅参」を彷彿とさせるようなエピソード。

## 史跡
富山県朝日町宮崎の鹿嶋神社に「宮崎定範卿之碑」がある。
また『宮崎定範事歴』には「境村に現存する御人塚は、定範の墳墓と傳ふ」とあるものの、現在、「御人塚」という名前の塚は知られていない。よく似た名前の「行人塚」ならあるものの、宮崎定範とのゆかりは伝えられていない。